# Saskia Esken
Saskia Esken (Stoccarda, 28 agosto 1961) è una politica tedesca, dal 2019 leader del Partito Socialdemocratico di Germania (SPD), dal 2021 insieme a Lars Klingbeil.

## Biografia
Esken si iscrisse alla SPD nel 1990, guidandola prima a livello locale nella città sveva di Bad Liebenzell, poi nel Circondario di Calw. In occasione delle elezioni federali del 2013 divenne deputata al Bundestag per la regione di Calw, nello Stato del Baden-Württemberg. È stata rieletta come parlamentare al Bundestag per il Baden-Württemberg in tutte le elezioni successive.
Nel 2019 si candidò insieme a Norbert Walter-Borjans, già Ministro delle Finanze del Nordreno-Vestfalia, alla guida della SPD. Il coppia Esken/Walter-Borjans era considerata fra i candidati come quella più vicina alla sinistra interna del partito, e vinse la competizione per la guida della SPD affermandosi contro Olaf Scholz e Klara Geywitz. Esken e Walter-Borjans, critici della grande coalizione guidata da Angela Merkel, una volta arrivati alla testa del partito non ne forzarono però l'uscita dal quarto governo Merkel, ma contrattarono con la controparte democratico-cristiana nuove misure su investimenti e salario minimo.
Nel 2020, Esken e Walter-Borjans annunciarono la candidatura al cancellierato di Olaf Scholz, Vicecancelliere in carica, per le elezioni federali del 2021. Dopo la vittoria elettorale del 2021, Walter-Borjans si ritirò dalla guida della SPD e gli successe, sempre in coppia con Esken, il segretario generale del partito Lars Klingbeil. Esken e Klingbeil sono poi stati riconfermati alla testa della SPD nel congresso del 2023.